# Windjammer

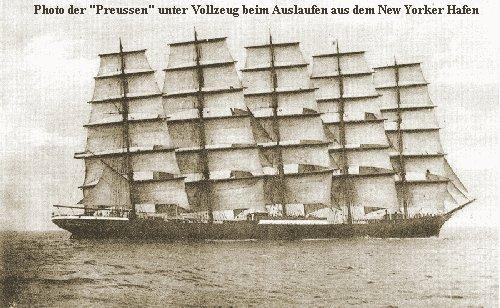
Windjammer Preußen

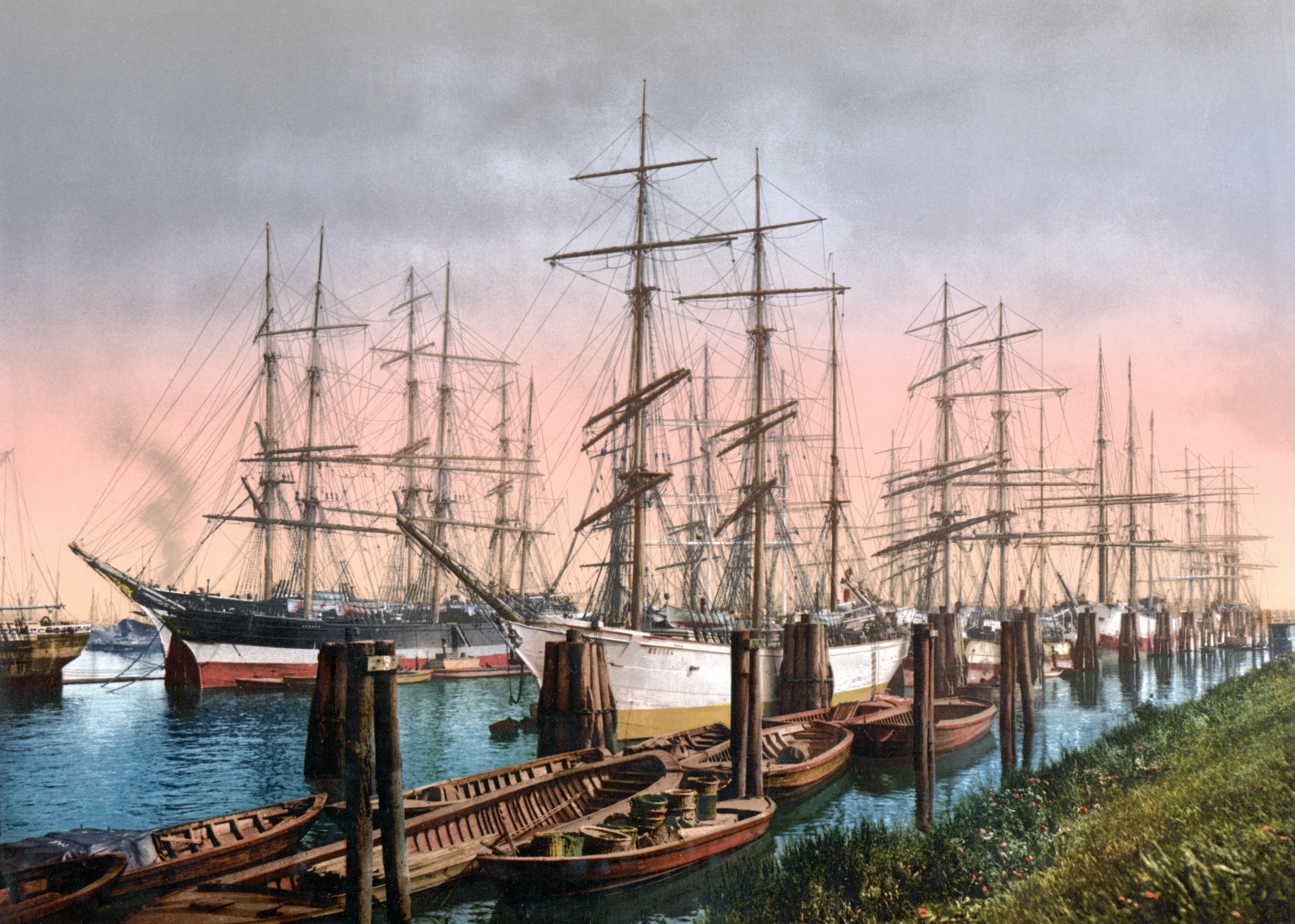
Windjammery v Hamburku v roce 1900

Windjammer (z angl. krotitel větrů) byl název pro transoceánské nákladní plachetnice postavené na přelomu 19. a 20. století. Windjammery byly největšími obchodními plachetnicemi se třemi až pěti stěžni a čtvercovými plachtami, které jim dávaly charakteristický profil. Byly stavěny nejnovějšími technologiemi a vybavovány nejnovější technikou. Přepravovaly mezi kontinenty řezivo, guáno, obilí nebo rudu. Pro dosažení co nejlepší ekonomiky provozu pluly po přesně určených trasách a v určité roční době, především využívaly převládající mořské větry a mořské proudy, z Evropy do přístavů v Číně, Austrálii a Jižní Americe.
Několik lodí se zachovalo do dnešní doby a slouží jako školní lodi, lodní muzea, plovoucí restaurace nebo výletní lodě.

## Popis
Windjammery byly poslední a největší obchodní plachetnice, které stavěny podle nejnovějších technologií a vědeckých metod, využívaly moderní konstrukční materiály jako železo a ocel. Mohly vézt náklad v rozmezí 2000 až 5000 tun i více a byly levnější než jejich dřevěné protějšky, a to ze tří důvodů:
1. železo bylo pevnější a umožňovalo stavět větší lodi,
2. větší loď měla větší nákladový prostor,
3. železo vyžadovalo menší údržbu než dřevo.

Všechny konstrukční části včetně pláště lodi byly ocelové a k obsluze Takeláže stačila méně početná posádka než na jakékoli velké plachetnici, protože byly vybaveny parními nebo elektrickými navijáky. Jejich rychlost se blížila rychlosti Kliprů (do 20 uzlů), jejich reálný čas plavby byl kratší nežli u kliprů, protože díky pevnější konstrukci mohly využívat těžkých povětrnostních podmínek řvoucích čtyřicítek a pro klipry nedosažitelné zuřící padesátky. Windjammery se také mohly pohybovat v blízkosti hranic ledových polí.
Největší windjammer postavený v roce 1902 byl pětistěžník Preußen o tonáži 5081 BRT, který mohl vézt až 7800 tun nákladu a dosahoval rychlosti až 16 uzlů (30 km/h). Druhým největším windjammrem byla France II.

## Existující lodě
Největším původním windjammerem je čtyřstěžník Moshulu, slouží jako restaurace ve Filadelfii (Pensylvánie, USA). Největší plachetnicí je ruská školní loď STS Sedov. Původní zachovalý windjammer je Pommern, který slouží jako lodní muzeum v Mariehamnu.
Několik windjammerů je možné spatřit na mezinárodních námořních akcích jako je SAIL Amsterdam, Kiel Week a Hanse Sail.
Známé windjamery
- Balclutha
- Elissa
- Falls of Clyde
- France II
- Glenlee
- Kruzenshtern
- Moshulu
- Omega
- Passat
- Peking
- Pommern
- Potosi
- Preußen
- STS Sedov
- SMS Seeadler
- Star of India